# Prix littéraire JesusParadis
Le prix littéraire JesusParadis est un prix littéraire français créé en 2019 par Jesus Borges (d), qui récompense chaque année depuis 2020 l'auteur d'un deuxième roman.

## Présentation
Le prix littéraire JesusParadis, créé en 2019 par Jesus Borges (d), fondatrice du bar JesusParadis situé 4, passage du Marché à Paris (10e arrondissement de Paris), récompense depuis 2020 au printemps un deuxième roman paru entre le 1er février de l'année précédente et le 31 janvier de l'année en cours. Il est doté de 700 euros et d'une consommation offerte au bar homonyme tous les soirs durant un an,,.
Le jury est composé en 2025 de Phoebe Hadjimarkos Clarke, lauréate de l'année précédente, ainsi que de Jacques Braunstein (d), Anne Diatkine (d), Julien Thèves (d), Pauline Delabroy-Allard, Vincent Dieutre, Soline Nivet (d), Claude Combet (d) et Jesus Borges (d).

## Liste des lauréats
Depuis sa création, il a récompensé les livres suivants :
- 2020 : Vivre dans le désordre d'Ismaël Jude (Verticales)[4].
- 2021 : Autoportrait en chevreuil de Victor Pouchet (Finitude)[5].
- 2022 : Rabalaïre d'Alain Guiraudie (P.O.L)[6].
- 2023 : Qui sait de Pauline Delabroy-Allard (Gallimard)[7].
- 2024 : Aliène de Phoebe Hadjimarkos Clarke (Éditions du Sous-sol), ainsi qu'une mention spéciale à Évocation d’un mémorial à Venise de Khalid Lyamlahy (Présence africaine)[1].
- 2025 : L'Eden à l'aube de Karim Kattan (Elyzad)